# Most im. Pionierów Miasta Szczecina

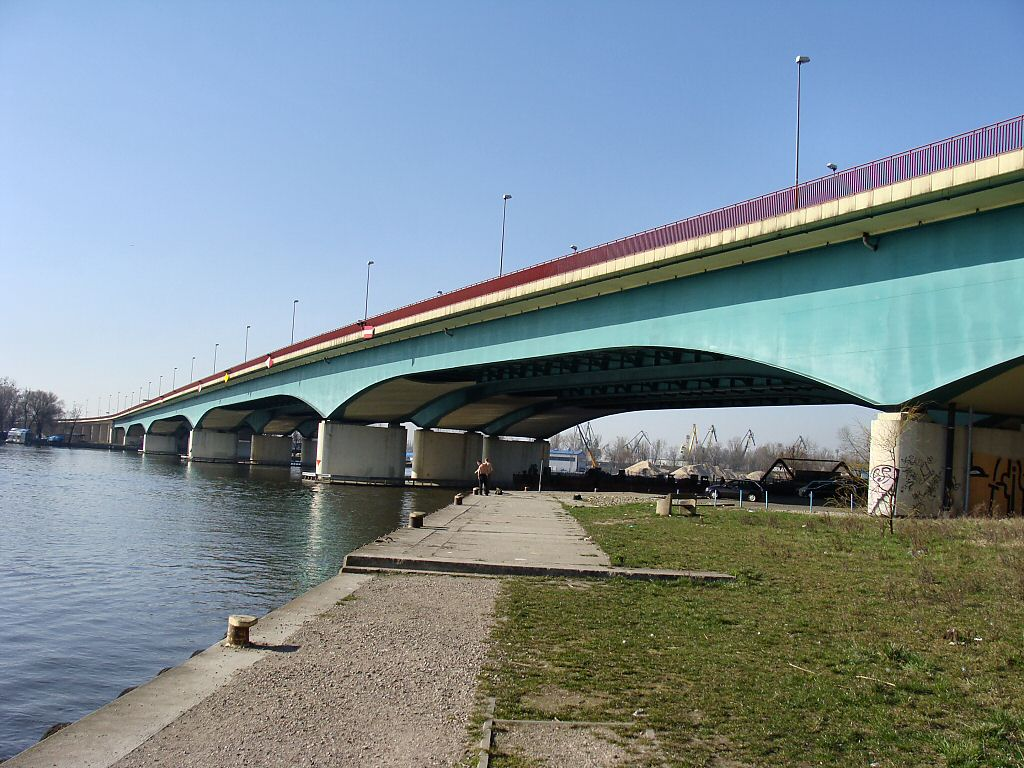
Most Pionierów

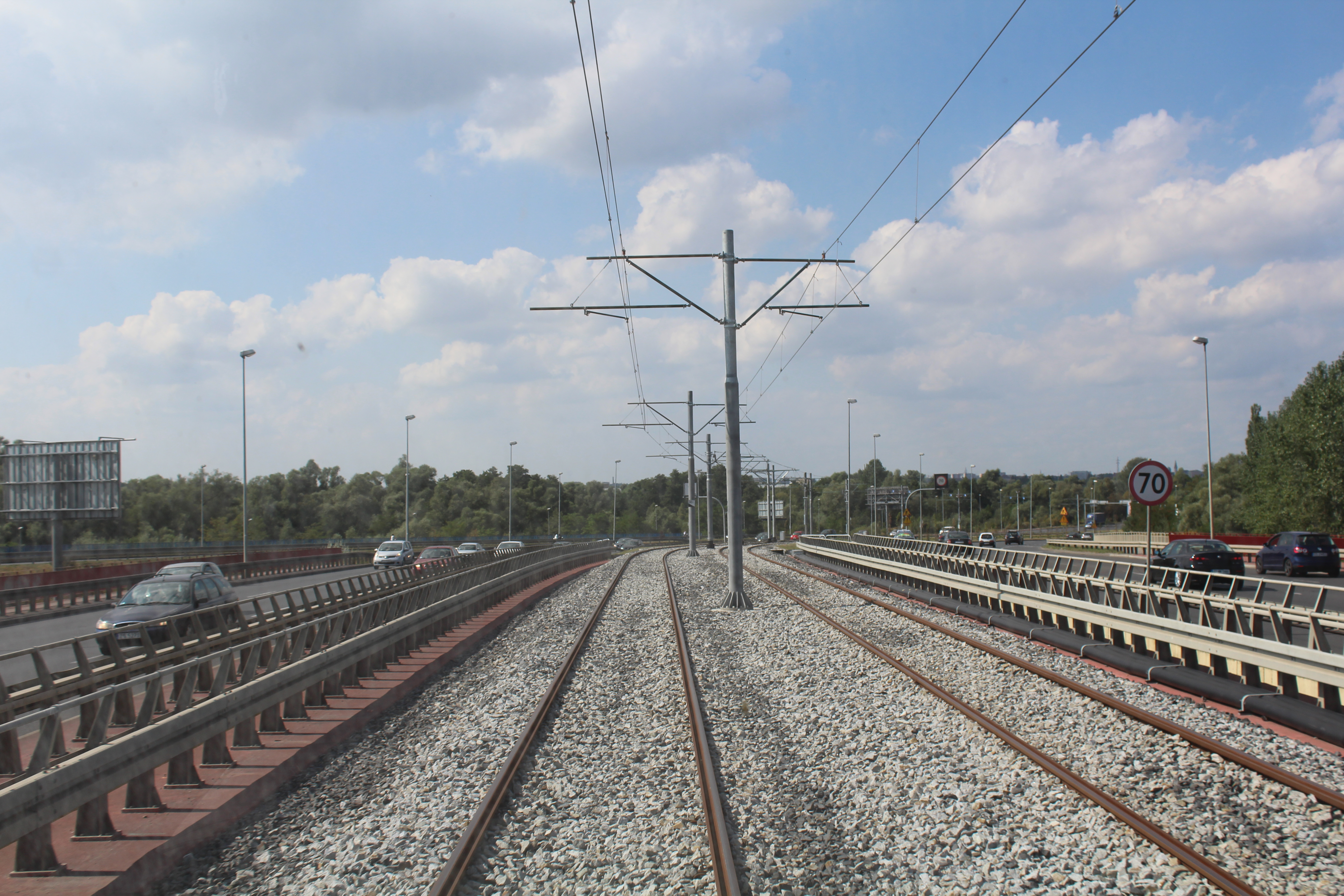
Torowisko tramwajowe Szczecińskiego Szybkiego Tramwaju w środkowej części mostu

Most im. Pionierów Miasta Szczecina – most nad Regalicą w Szczecinie, wybudowany w latach 1999–2003. Przeprawa znacząco ułatwiła komunikację pomiędzy Prawobrzeżem a lewobrzeżną częścią miasta, odbywającą się wcześniej przez wąski Most Cłowy. Początkowo Most im. Pionierów nazwany był Mostem Nowocłowym.